# Conflito armado pelo controle das favelas no Grande Rio de Janeiro
O Conflito armado pelo controle das favelas da Grande Rio de Janeiro é um conflito armado que acontece no Estado do Rio desde 2006, entre as milícias e subgrupos brasileiros, Primeiro Comando da Capital, Comando Vermelho, Amigos dos Amigos, Terceiro Comando Puro e o governo brasileiro.
Segundo o estudante de direito brasileiro Carlos Gilberto Martins Junior, O Brasil, com ênfase no Estado do Rio de Janeiro, tem acontecido um uso arbitrário desses poderes e atribuições, conferidos às instituições policiais do Brasil, para satisfazer as aspirações patrimoniais de alguns de seus agentes , através dominação territorial e violência, em detrimento das comunidades periféricas e sob o pretexto de salvá-los do “mal maior ou grande mal” representado pelo narcotráfico, corroborando para o surgimento de novas e mais organizações criminosas o que se convencionou hoje se  chamar de “milícia”.

## O Conflito
As pseudomilícias brasileiras surgiram no final dos anos 2000, sendo compostas principalmente pelos policiais fora de serviço que recebiam assistência de empresários locais que precisavam de proteção contra gangues armadas. O Grupo Comando Vermelho, como resposta, começou a realizar ataques terroristas no local contra alvos civis durantes os dias 27 e 31 de dezembro do ano de 2006, durante esses ataques, 19 pessoas morreram no ataque, sendo 10 civis, 2 policiais e 7 membros de outras gangues. Como retaliação, a pseudopolícia realizou varias incursões contra o Comando Vermelho, matando mais de 100 integrantes da Organização. As milícias brasileiras lançaram vários ataques entreo mês de janeiro de 2007 e março de 2008 contra o Comando Vermelho, conquistando a favela da Cidade Alta no dia 4 de fevereiro, três dias depois ela foi recapturada novamente pelo Comando Vermelho comandado por Gilberto Martins da Silva, vulgo "Mineiro da Cidade Alta". Nos confrontos subsequentes, 20 membros de  outras gangues foram mortos, no mesmo período, várias famílias foram expulsas pelas milícias de suas próprias casas e agredidas pelas mílicias na favela de Palmeirinha, na cidade de Guadalupe, Piauí . As milícias obtiveram um "Caveirão" no mês de janeiro do mesmo ano. Segundo algumas investigações da polícia, as milícias financiam sua luta armada com atividades ilegais, muitas como extorsão, sequestro, usura, extorsão, roubo, tráfico de pessoas, proxenetismo e tráfico de armas Em maio de 2008, as milícias, comandado pelo Coronel Jairo, sequestrou e torturou um grupo de jornalistas de um jornal brasileiro O Dia que denunciavam as atividades criminosas perpetradas pelas mílicias. Após 7 horas de algumas torturas, eles foram liberados. No mesmo mês, em confrontos entre o Comando Vermelho e as milícias, 10 cívis foram mortos. Os moradores foram ameaçados pelos grupos de luta e o presidente de uma associação de moradores locais foi sequestrado e posteriormente desaparecido. No dia 5 de agosto, Carlos Alexandre Silva Cavalcante, vulgo ou "Gaguinho", líder de uma facção de milícias, foi morto. No dia 20 de agosto de 2008, as milícias realizaram um massacre, que resultou na morte de 7 cívis na favela da Carobinha em uma operação de bandeira falsa com o objetivo de incriminar o Comando Vermelho pelo massacre e mudar a opinião pública contra a mílicia, houve também uma tentativa de fazer valer a candidatura política de Carminha Jerominho, filha do Jerônimo Guimarães Filho, líder de uma facção milícia. No dia 5 de outubro, o Mineiro da Cidade Alta foi morto pelas milícias pelo assassinato de vários soldados paramilitares. De 2007 a 2008, três políticos foram presos por dar apoio às milícias armadas: Josinaldo Francisco da Cruz, Natalino José Guimarães e o irmão. No dia 9 de junho de 2009, Josinaldo Francisco da Cruz foi assassinado. Apesar das reivindicações das milícias, como a facção do Escritório do Crime, as milícias se aliaram a cartéis criminosos de Tráfico de Drógas como o Terceiro Comando Puro .

### Helicóptero da polícia em Morro dos Macacos
A Favela de Morro dos Macacos é uma das favelas mais violentas da cidade do Rio de Janeiro, a comunidade foi invadida pelo Comando Vermelho no dia 17 de outubro de 2009, quando também estava sob o controle dos Amigos Dos Amigos, que entrou em confronto com o Comando Vermelho para disputar território do local, 5 membros de gangues foram mortos nos confrontos nos dias 11 a 17 de outubro.
Em ordem de conter os confrontos entre os dois grupos criminosos, cerca de 150 soldados de assalto do Departamento de Operações Especiais da Polícia Militar Do Rio De Janeiro foram enviados para fins de segurança do local. Na tentativa de impedir a intervenção da polícia na rixa em andamento, os criminosos construíram barricadas improvisadas em vários pontos-chave e posteriormente as incendiaram.
Em 17 de outubro, de manhã, a hélice traseira de um Helicóptero Fênix que patrulhava sobre Morro dos Macacos foi baleada e severamente danificada por narcotraficantes do grupo Amigos dos Amigos segundo algumas fontes as armas usadas no ataque foram uma bazuca e uma Metralhadora. O helicóptero caiu no local, matando 2 soldados com o impácto, com outro soldado morrendo depois disso. O ataque provocou um massacre entre os policiais, milícias e cartéis de drogas. O massacre durou nos dias 17 a 25 de outubro de 2009 e terminou com uma vitória do governo, resultando em 45 mortes.
Durante o massacre, as autoridades brasileiras admitiram a corrupção e a brutalidade entre a força policial e a libertação de dois narcotraficantes perpetrada por alguns policiais; confirmando também a existência de milícias armadas formadas por policiais e bombeiros fora de serviço que competem com os traficantes pelo controle do mercado de drogas e pelo apoio do governo a eles

### 2010–presente

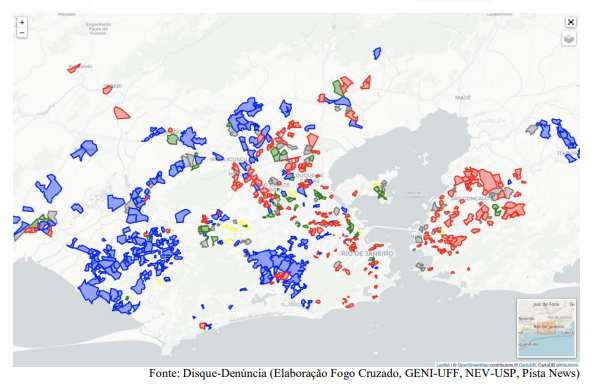
Mapa dos Grupos Armados e Áreas controladas por milícias e grupos criminosos.

Depois da batalha, ocorreram outros vários confrontos entre as milicias e membros de outras gangues. Ao longo dos anos 2010 ocorreram várias prisões e condenações contra vários milicianos e narcotraficantes envolvidos nas chacinas. As milícias conseguiram conquistar vários territórios que estavam sob o comando do Grupo Comando Vermelho, embora alguns deles tenham voltado pro Comando Vermelho posteriormente ao controle do grupo serem reconquistados em confrontos. No Mês de  novembro de 2010, outro massacre ocorreu entre a Polícia Militar do Rio de Janeiro e o Comando Vermelho, resultando na morte de 41 pessoas no local. No dia 1 de fevereiro de 2012, durante uma operação conduzida pela Polícia Militar, um "Caveirão" foi destruído pelo Comando Vermelho na favela de Jacarezinho, sem registro de feridos ou mortos. Durante o massacre, o Comando Vermelho e as milícias começaram a recrutar Soldados-Crianças . Em 19 de novembro de 2016, durante uma operação da Polícia Mílitar, um helicóptero da mesma foi abatido pelo Comando Vermelho na favela da Cidade de Deus, na queda morreram quatro policiais. No Dia 9 de fevereiro de 2020, um proeminente líder de facção de milícias, Adriano Magalhães da Nóbrega, também conhecido como "Capitão Adriano", foi gravemente ferido em uma operação dos policiais e posteriormente morreu em um hospital do local. Em 15 de outubro, em uma das mais violentas operações contra as milícias, o confronto da Polícia Mílitar com um comboio das milícias matou 12 paramilitares na cidade de Itaguaí, também um policial ficou ferido. Na favela de Morro do Fubá, os moradores foram obrigados a pagar uma mensalidade de 50 reais como parte de um esquema de proteção . No dia 17 de maio de 2022, milícias atacaram com fuzis um helicóptero civil que sobrevoava a região da Cidade do Rio. Não houve feridos, mas o helicóptero sofreu alguns danos leves. Em 20 de agosto de 2022, Delson Lima Neto, irmão de um dos líderes de milícias, Tandera Danilo Dias Lima, foi morto ao lado de 3 paramilitares pela Polícia Militar na cidade de Nova Iguaçu, na Baixada Fluminense, após sua morte o Comando Vermelho Tomou o controle da favela de Grão-Pará, na cidade de Nova Iguaçu . Após a operação, em 23 de agosto, a polícia encontrou e apreendeu uma viatura improvisada usada pelas milícias para combater o Comando Vermelho na cidade de Nova Iguaçu.